# Michelle Randolph
Michelle Randolph (* 11. September 1997) ist eine US-amerikanische Schauspielerin und Model.

## Leben und Karriere
Randolph wurde am 11. September 1997 geboren. Ihre ältere Schwester Cassie Randolph ist in der Unterhaltungsbranche tätig. Sie schloss ihr Studium der Film- und Medienwissenschaften an der Arizona State University ab. 2016 nahm sie an der Reality-TV-Show Young Once teil. Ihr Schauspieldebüt gab sie 2017 in dem Film House of the Witch. Anschließend war sie 2018 in A Snow White Christmas zu sehen. Unter anderem bekam sie eine Rolle in The Resort.
2022 wurde sie für die Serie 1923 gecastet. Außerdem trat sie 2024 in The Throwback auf. Im selben Jahr spielte Randolph in Landman mit.

## Filmografie
- 2017: House of the Witch
- 2018: A Snow White Christmas
- 2019: 5 Years Apart
- 2021: The Resort
- 2022–2025: 1923
- 2024: The Throwback
- seit 2024: Landman